# Schweiz i olympiska sommarspelen 1964
Schweiz deltog med 66 deltagare vid de olympiska sommarspelen 1964 i Tokyo. Totalt vann de en guldmedalj, två silvermedaljer och en bronsmedalj.

## Medaljer

### Guld
- Henri Chammartin - Ridsport, dressyr.

### Silver
- Eric Hänni - Judo, lättvikt.
- Henri Chammartin, Gustav Fischer och Marianne Gossweiler - Ridsport, dressyr.

### Brons
- Gottfried Kottmann - Rodd, 100 meter.